# Одацци, Джованни
Джованни Одацци (итал. Giovanni Odazzi; 25 марта 1663, Рим — 6 июня 1731, Рим) — итальянский живописец и гравёр искусства барокко периода контрреформации. Работал преимущественно в Риме.

## Биография
Джованни (Джакомо Оттавиано) родился в Риме, в семье Джакомо «биккерайо» миланского происхождения и Пальмы Франчески де Патрицис из Рима. Фамилия художника в разные годы имела различное написание: Aldatij или Aldacij, Odatj, Odazij, Odasi, и только позднее Odazzi. У Джованни было два брата и две сестры: Пьетро (пейзажист и маринист, биографические данные отсутствуют), Доменико Антонио (р. 1662), Анна Фелиция (р. 1655) и Кассандра Мария Катерина (р. 1666).
Одацци был учеником Корнелиса Блумарта Второго и Чиро Ферри, затем работал помощником в мастерской Джованни Баттиста Гаулли (Бачиччио). В конце концов он перешёл к Карло Маратте, под руководством которого продолжал развивать свое искусство. 2 марта 1705 года Одацци стал членом Папской академии литературы и изящных искусств виртуозов при Пантеоне (Pontificia Insigne Accademia di Belle Arti e Letteratura dei Virtuosi al Pantheon), а 10 января 1706 года — членом Академии Святого Луки в Риме.
Среди его ранних работ — росписи римской церкви Санта-Мария-ин-Арачели. В 1709 году он украсил санктуарий церкви Санти Апостоли фреской, изображающей Падение Люцифера и восставших ангелов.
В 1705 году кардинал Джованни Мария Габриэлли поручил художнику создать два запрестольных образа для симметрично расположенных боковых алтарей церкви Сан-Бернардо-алле-Терме: «Мистическое обручение Святого Роберто ди Молесма» и «Христос посвящает Святого Бернара (Святой Бернар в объятиях Христа)». По иконографии и стилю живописи они представляют собой типичное произведение церковного искусства периода контрреформации согласно канонам Тридентского собора.
Художник также писал алтарные картины для капеллы Св. Иосифа церкви Санта-Мария-делла-Скала в районе Трастевере, а также запрестольный образ базилики Санта-Мария-дельи-Анджели-э-дей-Мартири. Папа Климент XI поручил Джованни Одацци украсить церковь Сан-Клементе фресками (1714—1716), а в 1718 году художник работал в базилике Сан-Джованни-ин-Латерано.

## Галерея

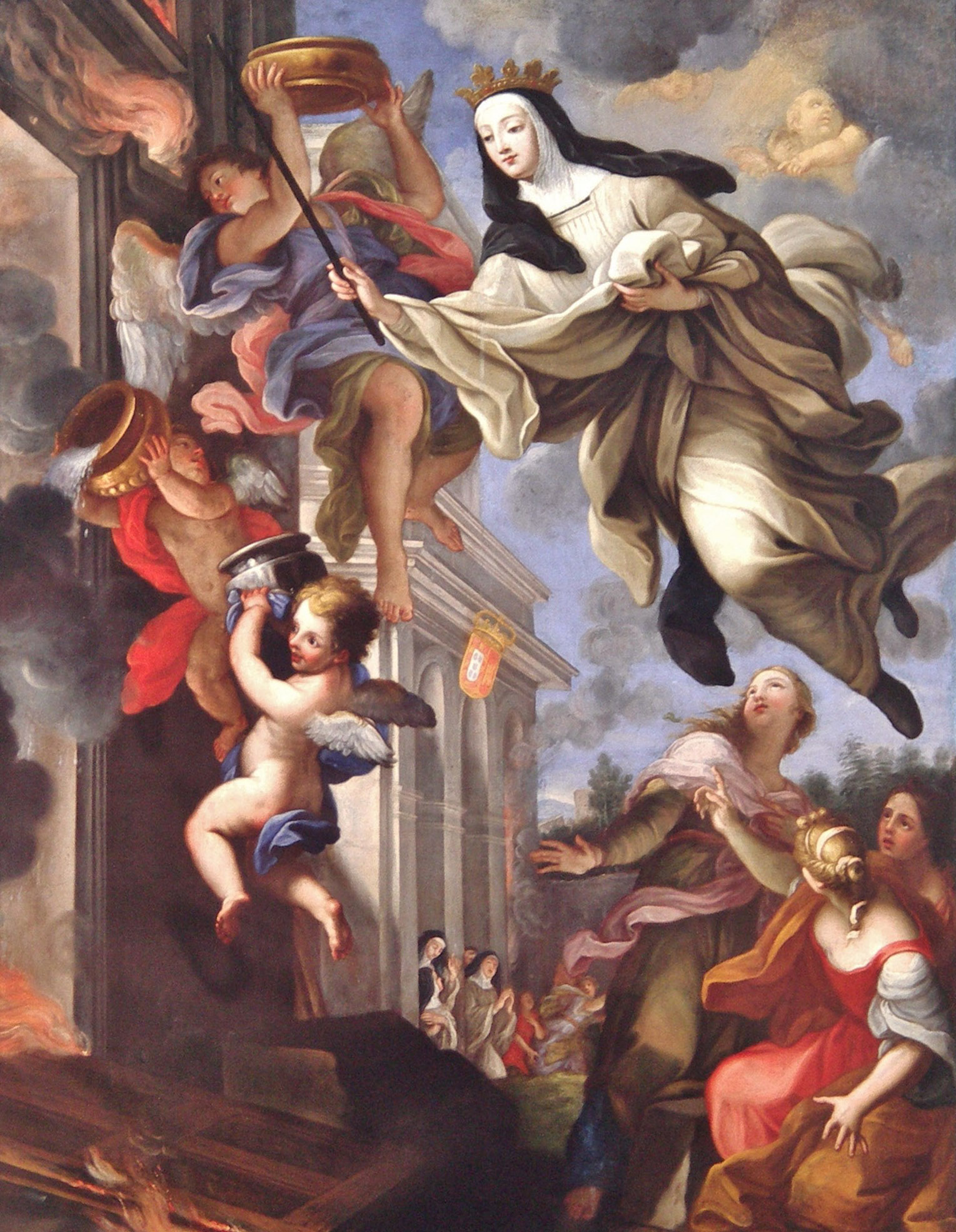
Блаженная Мафальда Португальская спасает монастырь Арука от пожара. Деталь. Между 1704 и 1725 гг. Музей сакрального искусства Арока, епархия Порту, Португалия
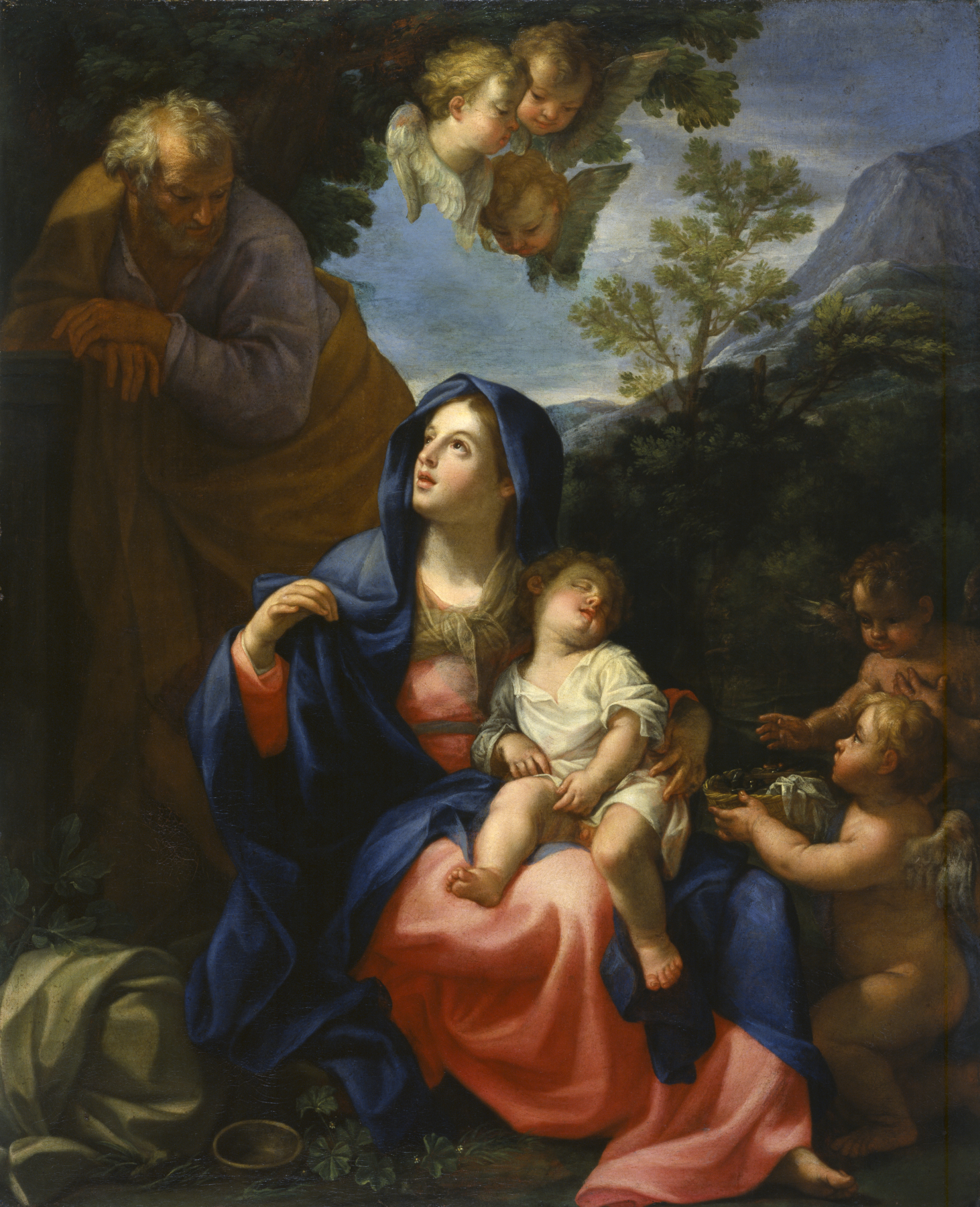
Отдых на пути в Египет. Ок. 1720 г. Холст, масло. Художественный музей Уолтерса, Балтимор, США
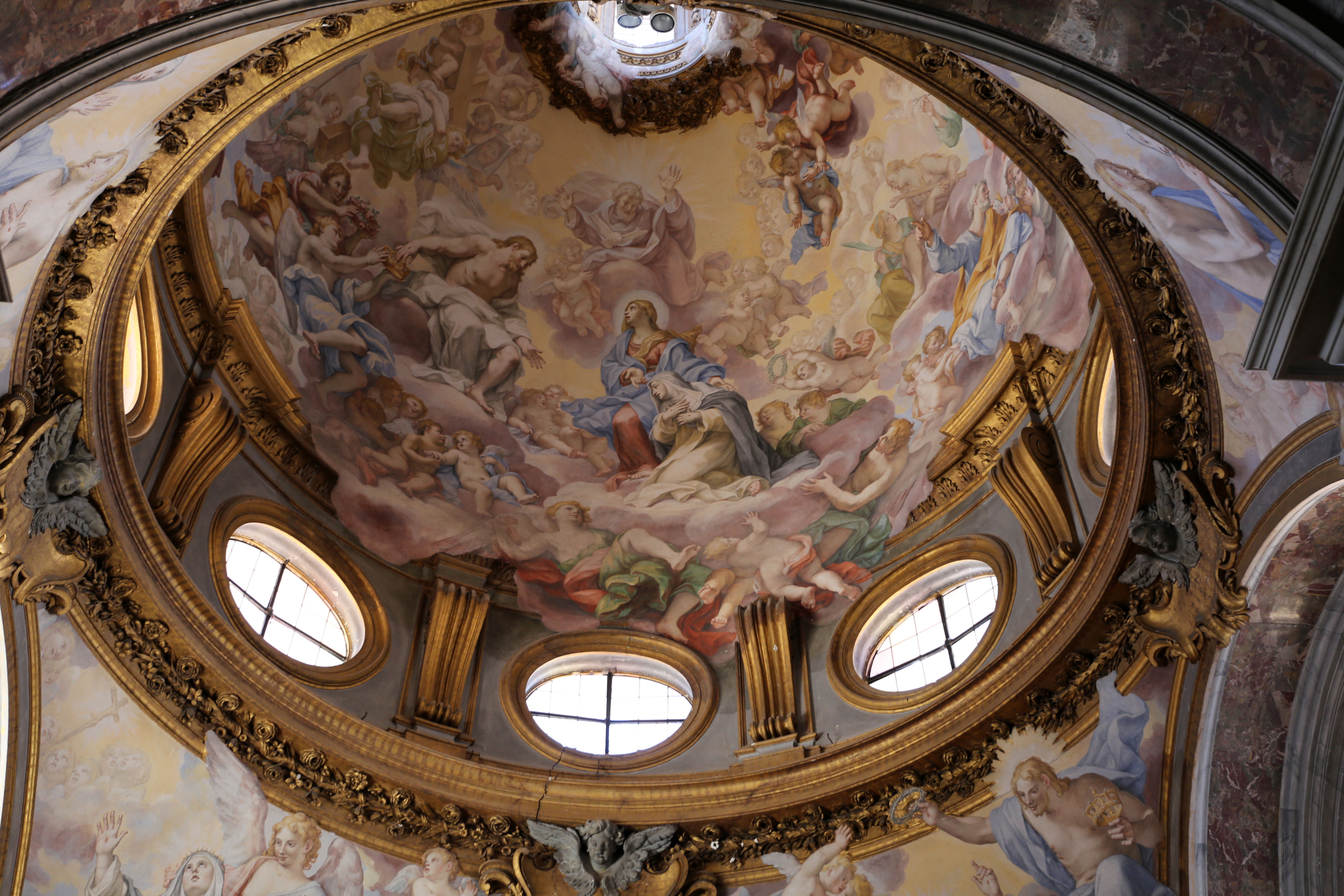
Роспись купола капеллы Св. Екатерины церкви Санта-Сабина в Риме
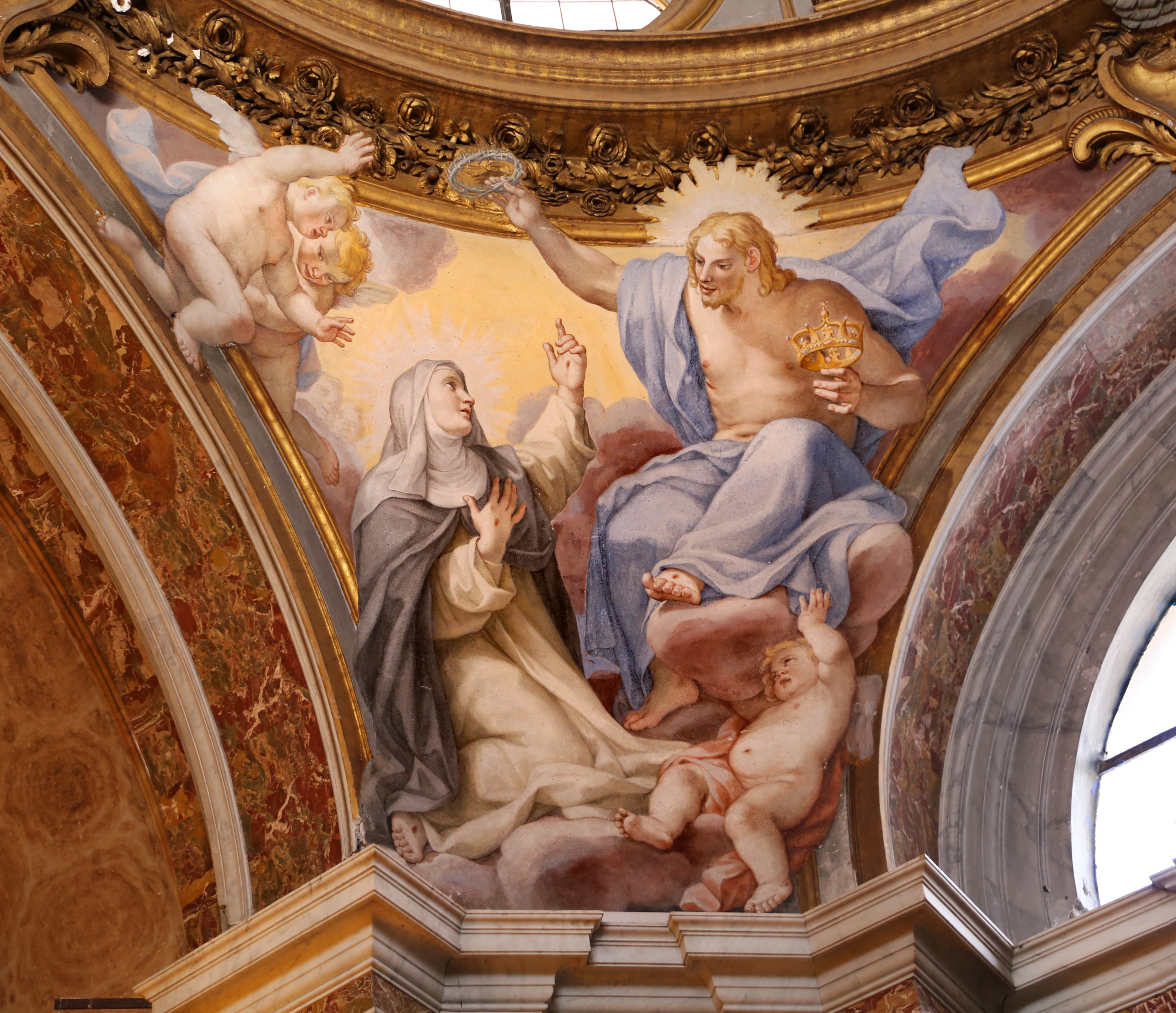
Роспись пандатива капеллы
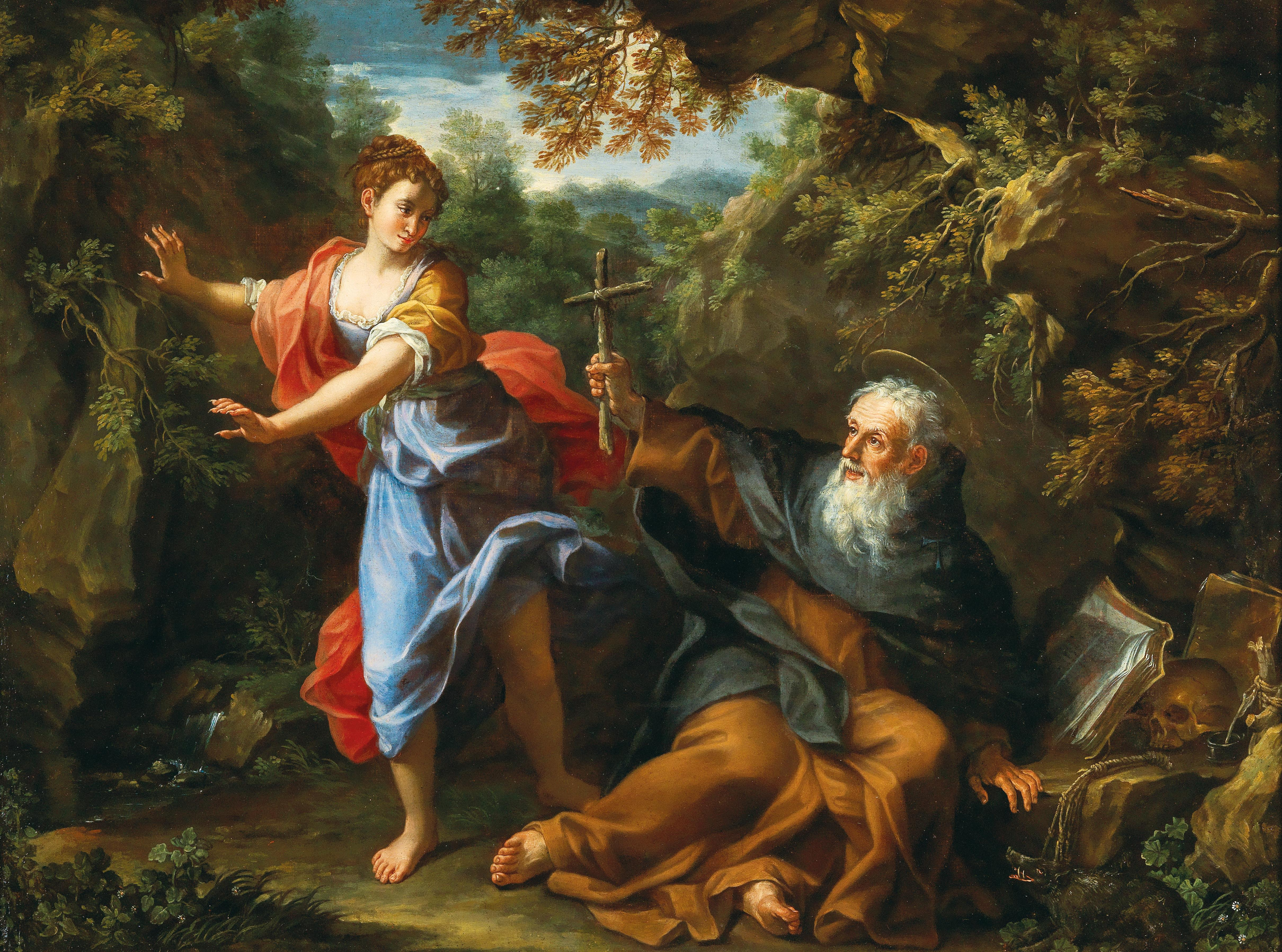
Искушение Святого Антония. Ок. 1720 г. Холст, масло. Частное собрание
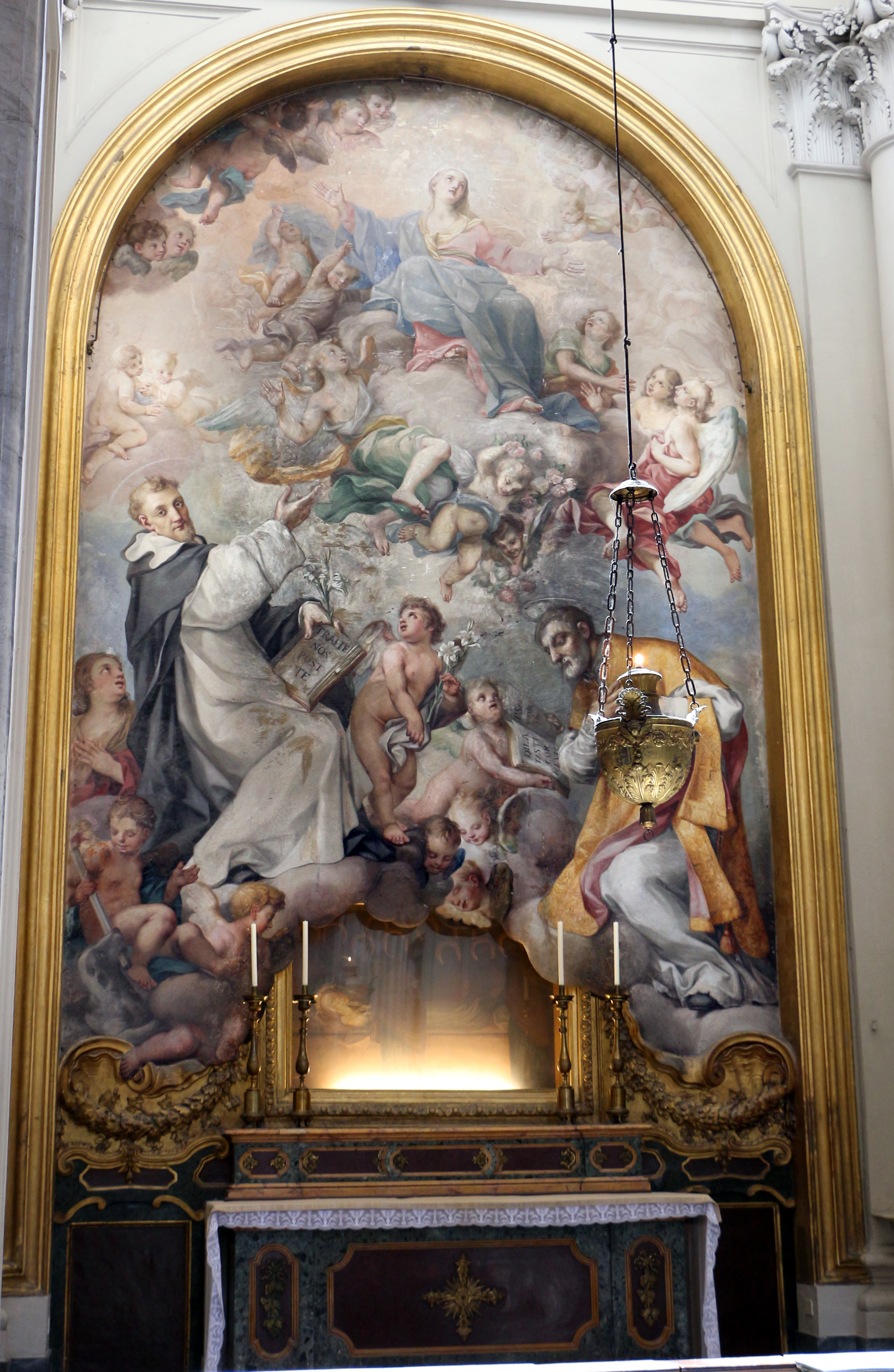
Ассунта (Вознесение Мадонны) между святыми Домиником и Филиппо Нери. 1718. Холст, масло. Базилика Сан-Джованни-ин-Латерано
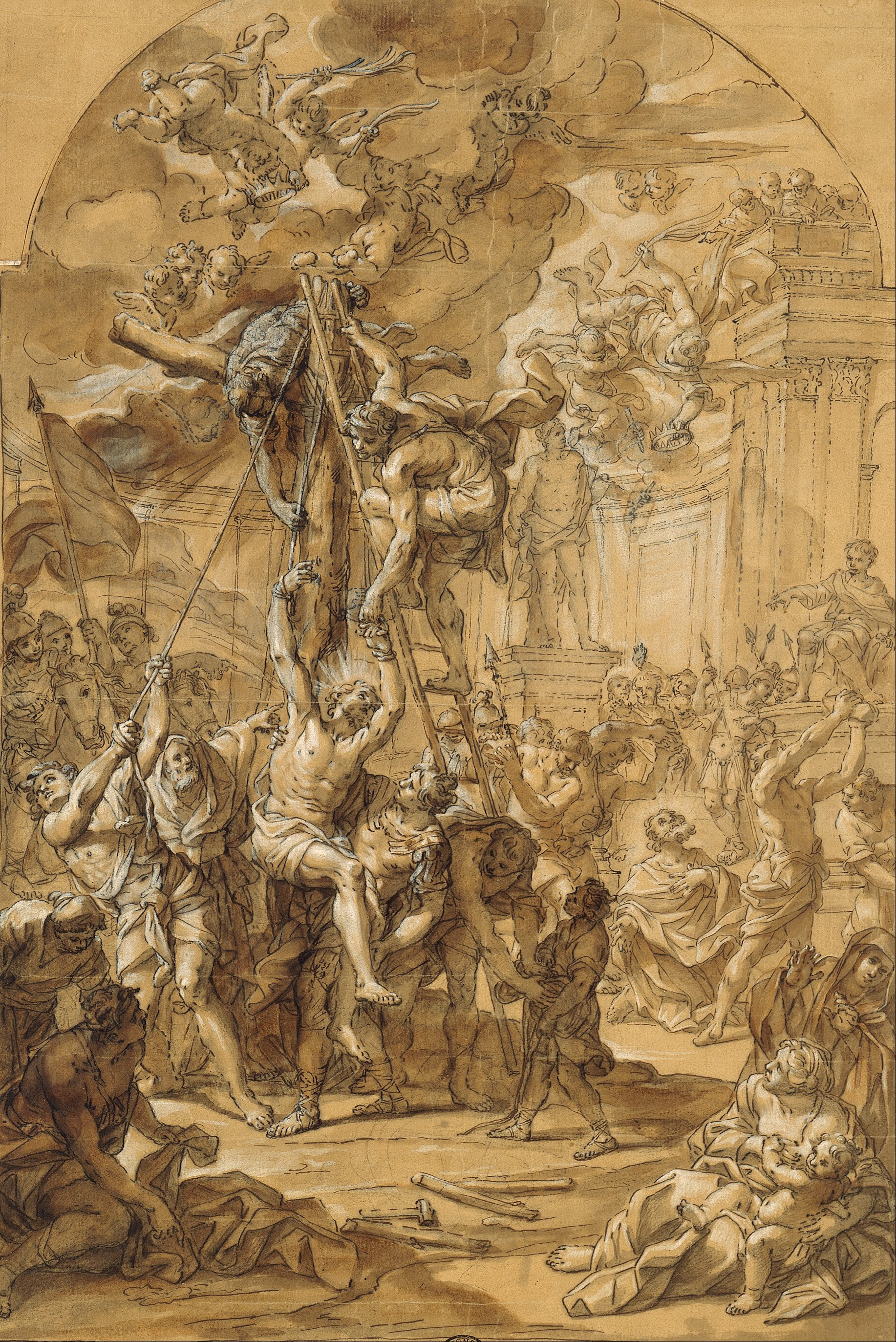
Мученичества апостолов Филиппа и Иакова Меньшего. До 1720 г. Бумага, тушь, кисть, перо, белила. Кунстпаласт, Дюссельдорф